# 沙普尔二世

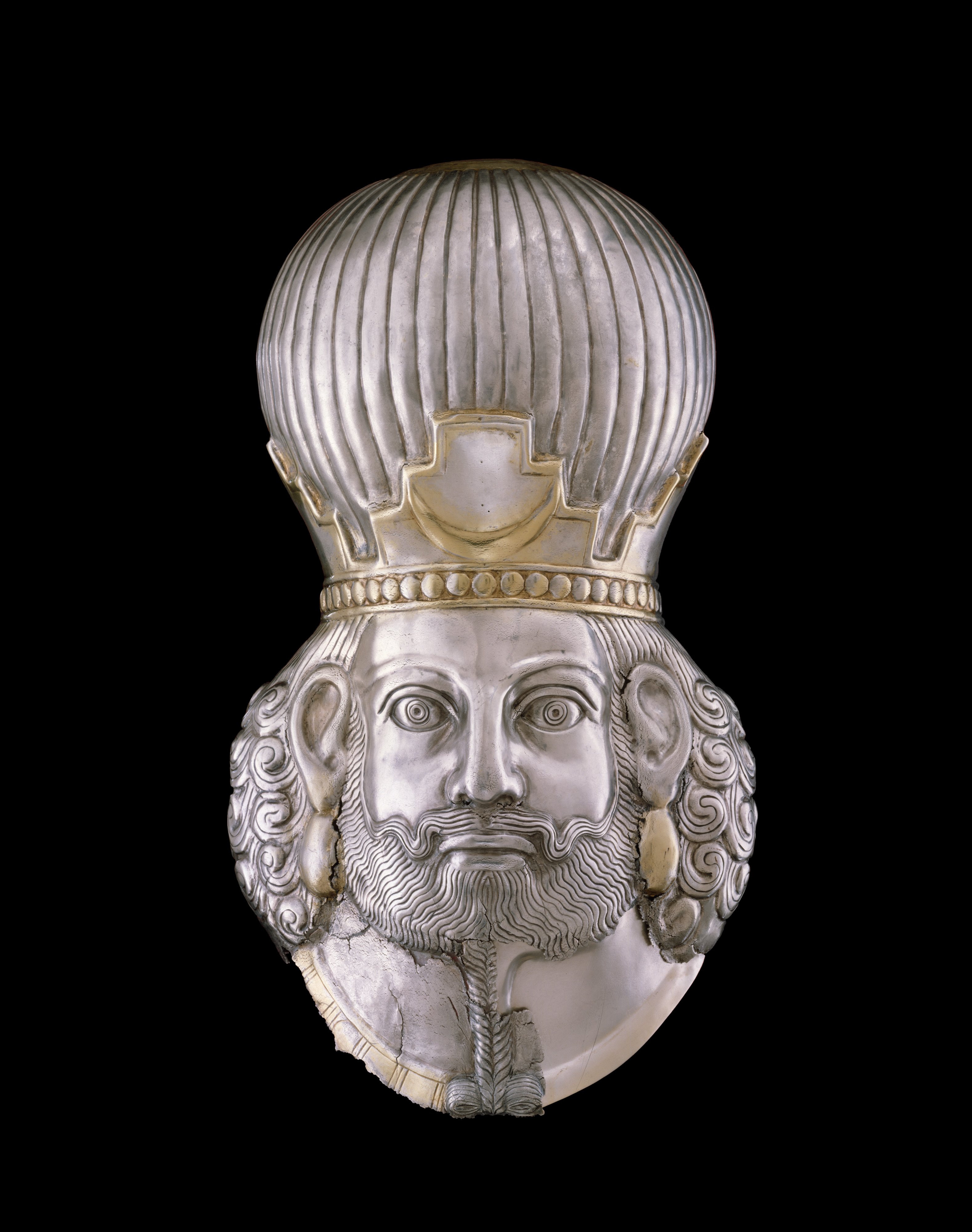
沙普爾二世

沙普尔二世（Shapur II，309年－379年）伊朗萨珊王朝国王（309年—379年在位）。。

## 生平
按传统说法，沙普尔二世是荷姆茲二世的遗腹子。荷姆茲去世后，长子阿馱·納塞赫暴虐，贵族杀之（一说在阿驮·纳塞赫是在登基数月后遇弑），并将荷姆茲的次子和三子分别弄瞎、囚禁，以确保王位由沙普尔继承。他还未出生时，贵族们在他的母亲肚子上放上王冠，表示将忠于这位新君主。沙普尔二世的确不负众望。他重振波斯的国势军威，采取一系列积极的内外政策，使波斯成为当时最具威权的国家。沙普尔二世经多次战争收复了先辈丧失的波斯西部、东部边境的许多地区。他与各自为政的贵霜王公们作战，最终将他们臣服，并使之成为以后对外战争的盟友。他后来的对手主要是业已衰落的罗马帝国。

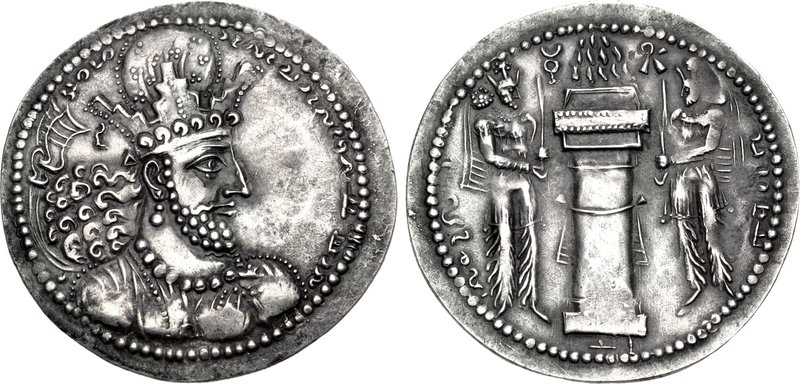
沙普尔二世硬币

337年，沙普尔二世以罗马帝国抗议波斯对基督教的迫害为借口，向虚弱不堪的罗马发动战争（337年—350年）。沙普尔二世对基督教的迫害确有其事，自339年起，这种迫害演变为在全国范围内严禁基督教信仰。341年，沙普尔二世与亚美尼亚缔结盟约，试图使亚美尼亚成为他反对罗马的帮手。346年率大军征伐美索不达米亚。在348年于辛卡拉大败罗马皇帝君士坦提乌斯二世的军队之后，沙普尔二世仍未能征服美索不达米亚，遂与罗马议和。但他得以兼并了不少土地。351年，沙普尔二世再度与亚美尼亚签订反罗马的盟约，然而亚美尼亚不久背约转投罗马怀抱。沙普尔二世酝酿与罗马再次开战。359年沙普尔二世进入叙利亚，他攻克了辛卡拉，并击退君士坦提乌斯二世的反攻。在节节取胜之时，新的罗马皇帝背教者尤利安给他带来了料想之外的压力。尤利安不仅击败了波斯军队，还在363年反攻到泰西封。
但沙普尔二世很快以一场大胜遏止了尤利安的势头，迫使他退回罗马。尤利安在撤退途中阵亡。沙普尔二世以胜利者的身份再次与罗马实现和平，此时他已经建立起萨珊王朝在亚洲的霸权，并且独占了亚美尼亚。他与罗马进行的最后一次战争是在371年-376年。沙普尔二世在位时建立了许多城市，其中包括埃朗—赫瓦雷—沙普尔，这座城市是在被他摧毁的苏萨的废墟上于374年建立起来的。
| 沙普尔二世 薩珊王朝出生于：309年逝世於：379年 | 沙普尔二世 薩珊王朝出生于：309年逝世於：379年 | 沙普尔二世 薩珊王朝出生于：309年逝世於：379年 |
| 統治者頭銜                                    | 統治者頭銜                                    | 統治者頭銜                                    |
| --------------------------------------------- | --------------------------------------------- | --------------------------------------------- |
| 前任者： 阿馱·納塞赫                          | 伊朗人與非伊朗人的萬王之王 309年－379年       | 繼任者： 阿爾達希爾二世                       |